# Die Miami Cops
Die Miami Cops (Originaltitel: Poliziotti dell’ottava strada oder Miami Supercops) ist eine italienische Filmkomödie aus dem Jahre 1985. Der Film hatte am 13. Februar 1986 in der Bundesrepublik Deutschland Premiere.

## Handlung
Die Detroiter National Bank wurde 1978 von drei Gangstern um 20 Mio. US-Dollar erleichtert. Die mit dem Fall beauftragten Polizisten Doug Bennet und Steve Forrest konnten diesen Fall nie komplett lösen. Einer der Gangster – Joe Garret – wurde gefasst und verurteilt. Vom zweiten Gangster – Ralph Duran – fand man eine bis zur Unkenntlichkeit verkohlte Leiche und vom dritten Gangster – dem Fahrer Philips – und der Beute fehlt seitdem jede Spur. Als Garret nach 7 Jahren aus dem Gefängnis entlassen und kurze Zeit später ermordet wird, ermittelt Doug wieder in dem Fall. Mit einem Trick gelingt es ihm, seinen damaligen Partner Steve nur für diesen einen Fall wieder in den Polizeidienst zu locken. Er reist nach Tampa, besucht dort die Flugschule, wo Steve als Hubschrauberfluglehrer arbeitet. Nach einigen Fehlschlägen, Steve zu überreden, greift Doug zu einer Lüge und erzählt Steve, dass die Mörder von Garret auch ihren Chief Tanney getötet hätten. Steve kauft ihm die Lüge ab, lässt alles stehen und liegen und begleitet Doug.
In Miami angekommen gelingt es den beiden noch auf dem Weg zum Polizeirevier, einer Gang von Taschendieben, die die Busverbindung zwischen dem Flughafen und Miami-Downtown unsicher macht, das Handwerk zu legen. Kurz darauf trennen sich die beiden; Doug bringt die Diebe zum Revier, Steve besucht Tanneys „Witwe“. Dort fliegt Dougs Lüge schließlich auf, da es sich beim Todesfall nicht um Chief Tanney, sondern um den Hund der Tanneys handelt. Steve fährt per Taxi zum Revier und will Doug zur Rede stellen, wird dann aber von Tanney unterbrochen, der Steve wieder an Bord holen kann.
Doug und Steve schauen sich nun in dem Hotel und dem Hotelzimmer um, das Garret angemietet hatte. Sie erfahren vom Portier, dass nach Garret jemand unter dem Namen „Sitting Bull“ genau dieses Zimmer mietete und sich kein anderes anbieten ließ. Schnell stellt sich heraus, dass es sich dabei um einen Indianer namens Charro handelte. Charro erzählt Doug und Steve, dass er zusammen mit Garret in derselben Gefängniszelle gesessen hat und dass Garret genügend belastendes Material gesammelt hatte, um seinen Anteil aus dem Überfall von seinem damaligen Partner zu erpressen. Dieser soll in Miami unter neuer Identität leben und steinreich sein. Des Weiteren gibt ihnen Charro den Spruch „Der Adler sichert deine Zukunft!“ mit auf den Weg.
Nun kommen die beiden Ermittler in ihrem Fall vorerst nicht weiter, doch durch Zufall finden sie heraus, dass von Robert Delmann – einem Großindustriellen in Miami – einige Daten aus der Vergangenheit fast genau mit denen der am Überfall beteiligten Gangster übereinstimmen. An einer Tankstelle sehen sie ein Schild mit der Aufschrift „Robert Delmann Construction Co.“. Die Initialen RD erregen den Verdacht, dass es sich bei der verkohlten Leiche nicht um Ralph Duran, sondern um Philips handelte. Der echte Duran unterzog sich nach dem Überfall einer Gesichts-OP und begann sein neues Leben als Robert Delmann. Um das zu beweisen, bricht Doug nachts heimlich in Delmanns Golfclub ein, um an Fingerabdrücke zu gelangen, wird jedoch von dessen Männern erwischt. Doug und Steve erzählen Chief Tanney von ihrem Verdacht. Der will das zuerst nicht so recht glauben, gibt aber sein OK für weitere Nachforschungen.
Tags darauf stürmen die zwei Ermittler das Haus von Delmann auf spektakuläre Weise, indem sie mit einem Hubschrauber auf seinem Grundstück landen, während er gerade mit vielen weiteren „hohen Tieren“ eine Party feiert. Sie erzählen Delmann von ihrer Vermutung und schlagen ihm vor, ihnen seine Fingerabdrücke zum Vergleich zu geben, wenn er doch angeblich nichts zu befürchten habe. Delmann scheint zunächst kooperativ, ruft dann aber den Vorgesetzten von Tanney an und berichtet diesem, was Doug und Steve ihm unterstellen. Aufgrund seiner Beziehungen wird Delmann geglaubt, Doug und Steve werden suspendiert und von Tanney wird die Kündigung erwartet.
Nachdem sich Doug und Steve mit der Suspendierung abgefunden haben, wollen sie wieder an ihre eigentlichen Arbeitsstätten zurückkehren und fahren mit dem Taxi zum Flughafen. Doch an einer roten Ampel sieht Steve ein Werbeschild mit einem abgebildeten Adler und dem Aufdruck „Der Adler sichert deine Zukunft!“. Ihnen fällt ein, dass so ein Schild auch vor dem Hotelzimmer hing, in dem Garret eingecheckt hatte. Sie fahren zurück zum Hotel und Charro schraubt das Schild ab. Dahinter finden sie einen Umschlag mit einem abgezeichneten Straßenplan und einer Kassette. Eine Kopie davon wird an Delmann geschickt. Dieser kommt nun das erste Mal ins Schwitzen, denn auf dem Band befindet sich eine Aufnahme, die eindeutig beweist, dass er der gesuchte Verbrecher ist. Nur wenige Sekunden später bekommt Delmann einen Anruf von Charro. Dieser macht mit ihm ein Treffen aus, bei dem er ihm das Original des Bandes verkaufen will. Um Delmann noch nervöser zu machen, verlangt er 20 Millionen Dollar von ihm – genau jenen Betrag, den die Bankräuber erbeutet hatten. Delmann denkt allerdings nicht daran zu zahlen und trommelt seine Männer zusammen, um ihn bei der Konfrontation zu unterstützen.
Am Abend kommt es zum Treffen der beiden in einer Lagerhalle. Doug und Steve warten im Hintergrund die Situation ab. Delmann schießt zunächst auf Charro, kann aber von ihm überwältigt werden, da Charro zuvor eine kugelsichere Weste angelegt hatte. Nun kommt es zum Schlagabtausch zwischen Doug, Steve und Delmanns Leuten, aus dem Erstere als Sieger hervorgehen und Delmann anschließend verhaften. Nach dem Kampf und dem Eintreffen der Polizei-Kollegen sieht Doug Irene wieder, eine Vermittlerin, die bei der Aufklärung des Falls mitgeholfen hat und die außerdem fürs FBI arbeitet. Irene gratuliert den beiden und Chief Tanney bleibt die Kündigung erspart. Die Schlusssequenz zeigt Doug und Steve am Flughafen, wo sich beide in Freundschaft verabschieden.

## Synchronisation
Die Deutsche Synchron GmbH Karlheinz Brunnemann erstellte die Synchronfassung. Bud Spencer und Terence Hill wurden von Wolfgang Hess und Thomas Danneberg synchronisiert.
| Darsteller        | Rolle                       | Synchronsprecher        |
| ----------------- | --------------------------- | ----------------------- |
| Bud Spencer       | Steve Forrest               | Wolfgang Hess           |
| Terence Hill      | Doug Bennet                 | Thomas Danneberg        |
| Buffy Dee         | Panco                       | Wolfgang Völz           |
| C.B. Seay         | Chief Tanney                | Friedrich W. Bauschulte |
| Ken Ceresne       | Robert Delman / Ralph Duran | Heinz Petruo            |
| William „Bo“ Jim  | Charro                      | Frank Glaubrecht        |
| Jackie Castellano | Irene                       | Karin Buchholz          |
| Richard Liberty   | Joe Garret                  | Alexander Herzog        |

## Sonstiges
In einer Nebenrolle ist Luke Halpin zu sehen, der als Kinderstar in der Fernsehserie Flipper bekannt wurde. Er spielt den Anführer der Busräuber.
C.B. Seay, der Chief Tanney gespielt hat, war zu der Zeit Polizeichef der Stadt Hialeah; in seinem Revier wurden auch wichtige Szenen gedreht. Seine Mitarbeiter wurden außerdem für 50 $ pro Tag als Komparsen angeworben. Der Name des Films „Die Miami Cops“ stimmt nicht ganz, da der Film die Polizei von Hialeah zeigt, der zweitgrößten Stadt im Miami-Dade County.

## Kritik
Das Lexikon des internationalen Films urteilte: „Die dünne Story wird durch Prügel-Episoden und dümmliche Kalauer mühsam zusammengehalten.“

## DVD-Veröffentlichung
Der Film erschien am 23. Mai 2005 bei Columbia TriStar und am 6. Juli 2006 bei e-m-s new media auf DVD. 2009 erschien eine unveränderte Neuauflage bei 3L.
2013 erschien der Film bei 3L in HD-Qualität auf Blu-ray. Dafür wurde das italienische Originalnegativ abgetastet.